# Strijenham
Strijenham (Zeeuws: Strieën) is een Nederlandse buurtschap in de Zeeuwse gemeente Tholen. De buurtschap viel tot 1970 onder de gemeente Poortvliet. Ligt aan de Oosterschelde, in het zuiden van Tholen en 2 km ten zuidoosten van Poortvliet. Het is een bekende duikplaats om in de Oosterschelde te duiken. In 1840 werd de plaats nog Nieuw-Strijen genoemd.

## Geschiedenis
Nieuw-Strijen werd bedijkt in 1311 en vormde een kleine, zelfstandige heerlijkheid. Tot 1 januari 1813 was het een zelfstandige gemeente, op die dag ging het op in de gemeente Poortvliet. De heerlijkheid voerde een wapen, bestaande uit een zilveren schild met daarop een zwarte ham.

## Heren van Nieuw-Strijen (nog onvolledig)
| Datum of periode                   | Naam |
| ---------------------------------- | --- |
| 1331/1372                          | Boudewijn van Reimerswale                                                                                       |
| 9 oktober 1423                     | Heer Nicolaas Kerving van Reimerswaal, heer van Nieuw-Strijen en Lodijke                                        |
| 22 november 1477, 26 februari 1481 | Nicolaas van Reimerswaal, heer van Lodijke en Nieuw-Strijen                                                     |
| 16 april 1503                      | Adriaen van Reimerswaal heer Nikolaasz., ridder, heer van Nieuw-Strijen en Lodijke                              |
| 27 juli 1519                       | Adriaan van Reimerswaal en Filips van Cats                                                                      |
| 2 oktober 1556                     | Nicolaas van Reimerswaal, heer van Lodijke, Nieuw-Strijen, Welden in Zevergem                                   |
| 14 juli 1599                       | Henri de Perreau, heer van Marchanville, Villers, Lodijke, Nieuw-Strijen, Herzele, Zomergem, Weldem in Zevergem |
| <1630                              | Cornelis Janssen van Strijen                                                                                    |
| >1630                              | Johan Liens |
| <1694                              | Jacob Winckelman, burgemeester van Vlissingen                                                                   |
| 1718                               | Adrianus Martinus Bollaert, secretaris van de Raad van State                                                    |
|                                    | Mr. Carel Benjamin van Engelen                                                                                  |
| 1796                               | Fredrik Nicolaas van Engelen, procureur van het gerecht, thesaurier en raad van Bergen op Zoom                  |
|                                    | Maria Frederica van Engelen (in 1804 gehuwd met C.P. Brest van Kempen)                                          |
| 1841                               | C.P. Brest van Kempen                                                                                           |

Steden: Sint-Maartensdijk · Tholen

Dorpen: Anna Jacobapolder · Oud-Vossemeer · Poortvliet · Scherpenisse · Sint-Annaland · Sint Philipsland · Stavenisse

Buurtschappen: Botshoofd · De Sluis · Gorishoek · Malland · Molenvliet · Molenwerf · Mosselhoek · Onder de Molen · Oud Kerkhof · Oudeland · De Rand · Rijkebuurt · Schoondorp · Steenenkruis · Strijenham · Westkerke

Zeeland: Steden en dorpen in Zeeland      Nederland: Provincies · Gemeenten